# Église de Voikkaa
L'église de Voikkaa (en finnois : Voikkaan kirkko) est une église en bois située dans le quartier  Voikkaa de la commune de Kouvola en Finlande,. 

## Description
L'édifice est construit en 1925 comme salle de prière par Volmari Forsberg.
Le bâtiment est transformé en église en 1961 par Veikko Larkas.
L'église peut accueillir 600 personnes, son aile abrite la maison paroissiale.
Veikko Larkas a aussi conçu le retable de l'autel, c'est mosaïque qui fait apparaître une croix,. 
Le clocher séparé est terminé en 1959.